# Mesoleptus melanurus
Mesoleptus melanurus là một loài tò vò trong họ Ichneumonidae.